# Symmachia suevia
Symmachia suevia is een vlindersoort uit de familie van de prachtvlinders (Riodinidae), onderfamilie Riodininae.
Symmachia suevia werd in 1877 beschreven door Hewitson.